# حمله ۲۰۱۱ لیژ

مهاجم مراکشی‌الاصل

در روز سه شنبه ۱۳ دسامبر ۲۰۱۱ یک خود-دیگرکشی در میدان سن لامبر در مرکز شهر لیژ در منطقه والونی، بلژیک به وقوع پیوست. در شهر لیژ در بلژیک، نورالدین عمرانی (زاده ۱۵ نوامبر ۱۹۷۸ در ایکسل - ۱۳ دسامبر ۲۰۱۱)، مهاجم ۳۳ ساله مسلح مراکشی‌الاصل، با تیراندازی و پرتاب نارنجک به سوی مردم ۴ نفر را کشت و حداقل ۱۲۳ نفر را مجروح کرد. عمرانی ابتدا شروع به تیراندازی به سوی مشتریان ایام کریسمس کرد و چهار نفر از جمله یک زن مسن، دو نوجوان و یک کودک ۱۷ ماهه را کشت، سپس به پرتاب نارنجک از بالای پشت بام یک ساختمان به سوی یک ایستگاه اتوبوس اقدام کرد و سپس دست به خودکشی زد. مهاجم دارای سابقه کیفری در رابطه با مالکیت اسلحه بود. پلیس از عمرانی درخواست نمود که روز ۱۳ دسامبر خود را برای یک بازجویی به کلانتری معرفی کند. وی در همان محل حمله، به سر خودش، شلیک کرد. پلیس بلژیک در یک انباری متعلق به نورالدین عمرانی در شهر لیژ، جسد زن چهل ساله ای را کشف نمود که تصور می‌شود اولین قربانی وی بوده‌است.